# Olga Ładyżenska
Olga Aleksandrowna Ładyżenska, ros. Óльга Алекса́ндровна Лады́женская (ur. 7 marca 1922 Kołogriwie, zm. 12 stycznia 2004 w Petersburgu) – radziecka i rosyjska matematyczka. Zajmowała się równaniami różniczkowymi cząstkowymi, w szczególności 19. problemem Hilberta, i dynamiką płynów (równaniami Naviera-Stokesa).

## Życiorys
Urodziła się w Kołogriwie jako córka nauczyciela matematyki, który zaszczepił jej upodobanie do tej nauki. Ojciec został aresztowany przez NKWD w październiku 1937 i wkrótce rozstrzelany. Oldze pozwolono dokończyć szkołę, ale jako córka "wroga ludu" nie została w 1939 przyjęta na wydział mechaniczno-matematyczny Uniwersytetu w Leningradzie. Rozpoczęła naukę w Instytucie Pedagogicznym. W 1943 rozpoczęła studia na wydziale mechaniczno-matematycznym Moskiewskiego Uniwersytetu Państwowego im. M.W. Łomonosowa. W 1949 obroniła doktorat i rok później rozpoczęła pracę na Wydziale Fizyki Uniwersytetu w Leningradzie. W 1954 została współpracownikiem Petersburskiego Oddziału Instytutu Matematycznego im. W. A. Stiekłowa. Od 1995 – profesor katedry wyższej matematyki wydziału fizyki. Od 1962 kierowała laboratorium fizyki matematycznej. Od 29 grudnia 1981 członek korespondent, a od 15 grudnia 1990 członek Akademii nauk ZSRR. W latach 1990–1998 Przewodnicząca Sanktpetersburskiego Towarzystwa Matematycznego.
Doktor Uniwersytetu w Bonn. Członek Academia Europaea, włoskiej Accademia Nazionale dei Lincei, Niemieckiej Akademii Przyrodników Leopoldina(niem. [Deutsche Akademie der Naturforscher Leopoldina) i amerykańskiej American Academy of Arts and Sciences w Cambridge.

## Nagrody i odznaczenia
- 1966 – Złoty medal imienia Czebyszewa
- 1969 – Nagroda Państwowa ZSRR
- 1992 – Nagroda imienia Kowalewskiej
- 1998 – Nagroda Johna von Neumanna
- 1999 – Order Przyjaźni
- 2002 – Złoty medal Łomonosowa za wybitne osiągnięcia w dziedzinie matematyki